# Gymnoscelis tempestivata
Gymnoscelis tempestivata là một loài bướm đêm trong họ Geometridae.